# Plan R 4

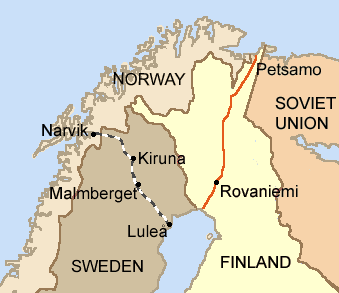
Fransk-brittiskt stöd utlovades Finland under förutsättning att styrkorna tilläts ta vägen genom Narvik-Luleå istället för att skeppas direkt till finsk mark i Petsamo. Notera att detta var innan landavträdelserna Finland tvingades till efter Vinterkriget.

Plan R 4 var en brittisk plan för invasionen av Norge i april 1940 i syfte att avskära Tyskland från de svenska malmgruvorna i Kiruna och Malmberget.
I grunden rörde sig planen om en anpassning från ett tidigare förslag under Finska vinterkriget, där trupperna som förment skulle hjälpa Finland mot den sovjetiska invasionen i själva verket skulle marscheras från Narvik till gruvorna i Lappland och ockupera dessa.
Den tyska invasionen av Norge ändrade inte grundplaneringen, men när Benelux-länderna föll och det stod klart att Frankrike också riskerade samma öde kallades de fransk-polsk-brittiska trupperna hem från Norge.